# Thái Đái hầu
Sái Đái hầu hay Sái Đới hầu (chữ Hán: 蔡戴侯; trị vì: 759 TCN-750 TCN), là vị vua thứ 10 của nước Sái – chư hầu nhà Chu trong lịch sử Trung Quốc.
Sái Đái hầu là con của Sái Cộng hầu - vua thứ 9 nước Sái. Năm 760 TCN, Cộng hầu mất, Đái hầu lên nối ngôi.
Sử sách không ghi chép sự kiện xảy ra liên quan tới nước Sái trong thời gian ông làm vua.
Năm 750 TCN, Sái Cung hầu mất. Ông ở ngôi được 10 năm. Con ông là Cơ Thố Phụ lên nối ngôi, tức là Sái Tuyên hầu.